# Християнизация
Християнизацията е широкообхватен обществен феномен в световната история. Изразява се в подмяната на традиционните религии на определени общества или народи от различни форми на християнството.
Християнизацията довежда до сериозни промени във всички сфери на обществения живот и културата. Старите обичаи, вярвания и религиозни практики са изместени от нови форми, които с времето се развиват в нови културни традиции (европейска, несторианска, коптска, етиопска).
Решаваща в исторически план за налагането на християнството като водеща световна религия е християнизацията на Римската империя.

## Форми на християнизация
В хода на последните две хилядолетия християнизацията приема различни форми, които най-общо могат да бъдат групирани като:
- Мисионерство — проповед на християнските възгледи и обединение на хората, които ги приемат в християнски общини. Тази форма е доминираща в Близкия изток и Средна Азия, в Средиземноморието до началото на IV век, при ранното разпространение на християнството сред съседните на Римската империя народи. След XVII век започва нова, продължаваща и днес, мисионерска вълна довела до създаването на нови християнски общности в Африка, части от Америка, Азия.

- Приемане на християнството за държавна идеология от обществените елити. Извършвано по различни причини, официализирането на християнството е типично за периода от първите случаи през IV век (Армения, 301; Римска империя, 313) до покръстването на скандинавските страни през XI век и на Литва през XIV век.

- Налагане на християнството на завладени народи. С превръщането на християнството в политическа идеология, то започва да бъде налагано насилствено на новозавладени народи. Примери за това са покръстването на саксите (началото на 9 век), на Прибалтика (XIII – XIV век), на мюсюлманите и евреите в Испания (XV –XVI век), на голям брой местни жители в Америка (XVI – XVII век).

## Хронология
- 301 – официално приемане на християнството в Армения
- 313 – официално приемане на християнството в Римската империя
- 496 – официално приемане на християнството във Франкската империя
- 864 – официално приемане на християнството в България
- 988 – официално приемане на християнството в Русия

## Съвременни оценки на християнизацията

### Положителни
Християнизацията на Европа създава една нова цивилизация, която в продължение на векове оставя дълбоки следи в световната култура.
Някои хора твърдят, че основата на европейските ценности – права на човека, уважението към личността — се коренят в християнското „възлюби ближния си като себе си“. Според тях в християнската религия няма разделение на правоверни и рая или на евреи и гои, като в подкрепа на това се дават откъси от Библията, например: „за да бъдете синове на вашия Отец Небесен; защото Той оставя Своето слънце да грее над лоши и добри, и праща дъжд на праведни и неправедни. “